# Vergina
Vergina es una pequeña localidad griega situada en el norte, en la región montañosa de la unidad periférica de Emacia, en la periferia de Macedonia Central, al oeste del golfo Termaico (o golfo de Tesalónica). Pertenece al municipio de Véria. En el año 2011 la unidad municipal de Vergina contaba con 2464 habitantes mientras la localidad de Vergina tenía 1242. En esta localidad se encuentra el llamado yacimiento arqueológico de Egas o Aigai, declarado Patrimonio de la Humanidad por la Unesco en 1996.

## Historia
Se considera que a partir de la Época Arcaica de la Antigua Grecia existió allí una ciudad llamada Egas (en griego clásico Αἰγαί, y en griego moderno Αιγές, cuyo significado es «lugar de cabras») y que fue la primitiva capital de Macedonia.
La tradición atribuye la fundación de la ciudad de Egas a Perdicas, en el siglo VII a. C., aconsejado por el oráculo de Delfos, que le indicó que en Botiea, donde viera cabras, ofreciera sacrificios a los dioses y fundara la capital de un Estado.
En la ciudad se celebraban sacrificios en honor de Zeus Olímpico desde tiempos de Arquelao I. Según Flavio Arriano, Alejandro Magno estableció en Egas unos juegos atléticos parecidos a los que se celebraban en Olimpia.
Cuando el Imperio Macedonio estaba en todo su esplendor, en algún momento de la primera mitad del siglo IV a. C., la capital del reino fue trasladada a la ciudad de Pela.
A pesar de perder la capitalidad del reino, Egas continuó siendo importante así como el lugar donde se enterraba a los reyes. En el año 336 a. C. Filipo II organizó en Egas la boda de su hija Cleopatra con Alejandro I de Epiro donde se realizaron grandes festejos pero fue entonces cuando, en el teatro de la ciudad, Filipo II fue asesinado por uno de sus guardaespaldas. Años más tarde, Filipo III de Macedonia y su esposa Eurídice II de Macedonia, que habían muerto en el 317 a. C., fueron enterrados en Egas por orden de Casandro. Por otra parte, según narra Pausanias, muerto Alejandro Magno los macedonios se disponían a transportar su cadáver también a Egas, pero Ptolomeo persuadió a los macedonios para que se lo entregasen y lo sepultó en Menfis.
Egas continuó siendo una importante ciudad macedonia durante la fase inicial del periodo helenístico. En el año 274/273 a. C. la ciudad fue tomada por Pirro de Epiro, que dejó allí una guarnición de galos que habían sido sus aliados. Estos galos se dedicaron al saqueo de las tumbas de los reyes.
Tras la batalla de Pidna del año 168 a. C., Macedonia pasó a ser una provincia romana. Egas empezó a perder su importancia y quedó convertida en una aldea, que seguía existiendo en los primeros siglos después de la era cristiana, como atestigua su mención por Claudio Ptolomeo y el hallazgo de una inscripción en Leukopetra del siglo III donde se alude a Egas.
En los siglos siguientes, Egas quedó en el olvido aunque se creó un asentamiento en un lugar cercano que fue llamado Palatitsia en alusión al antiguo palacio, y a partir de 1922 hubo una importante llegada de refugiados que se asentaron en el lugar que fue llamado Vergina, nombre que recordaba a una legendaria reina del siglo XV que se suicidó para no ser atrapada por los turcos.

## Arqueología
En el siglo XIX se creía que la antigua Egas había estado ubicada en el lugar de la ciudad de Édessa e incluso cuando en el año 1861 empezaron las primeras excavaciones en Vergina, realizadas por el arqueólogo francés León Heuzey, continuó discutiéndose si estos correspondían o no a Egas, puesto que algunos creyeron que se trataba del lugar de la antigua ciudad de Vala. En aquella ocasión se descubrieron los palacios reales y una tumba subterránea con bóveda y con una fachada que aparentaba un templo, que había sido profanada y desde entonces es conocida como la Tumba Heuzey. Algunos de los hallazgos de aquellos años fueron llevados al Museo del Louvre de París. Años más tarde, en sucesivas excavaciones dirigidas desde 1938 por Konstantinos Rhomaios y entre 1958 y 1975 por Georgios Bakalakis se fueron encontrando un gran número de tumbas, casi todas con montículo, y además se intentó la excavación de lo que se conocía como el Gran Túmulo situado en pleno centro de Vergina. Pero no se consiguió el gran hallazgo hasta el año 1977, realizado por Manolis Andrónicos, que continuó al mando de las excavaciones, bajo control de la Universidad Aristóteles de Tesalónica y de la Sociedad Arqueológica de Atenas, hasta el año 1991, momento en el que la responsable pasó a ser Angeliki Kottaridi. Desde el año 2001 Chrysoula Saatsoglou-Paliadeli dirige las excavaciones de Vergina. Además de las tumbas y los palacios se han excavado santuarios, un teatro y un ágora.

### Necrópolis

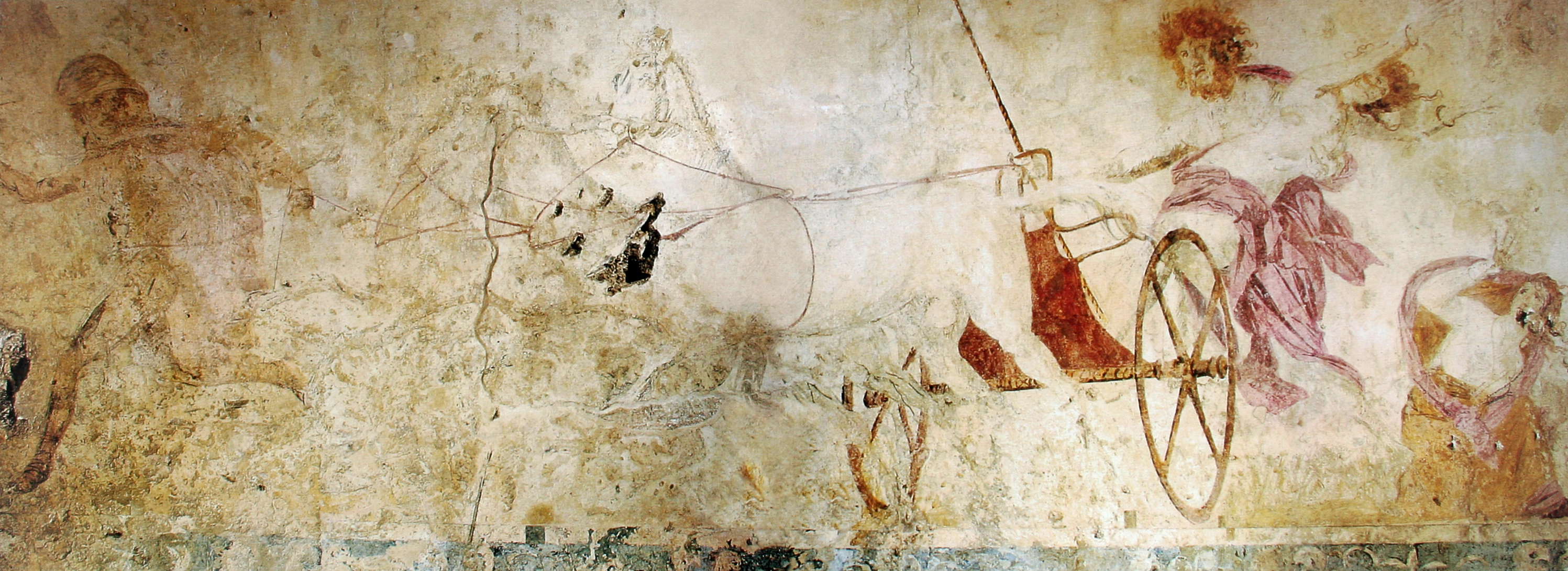
Rapto de Perséfone

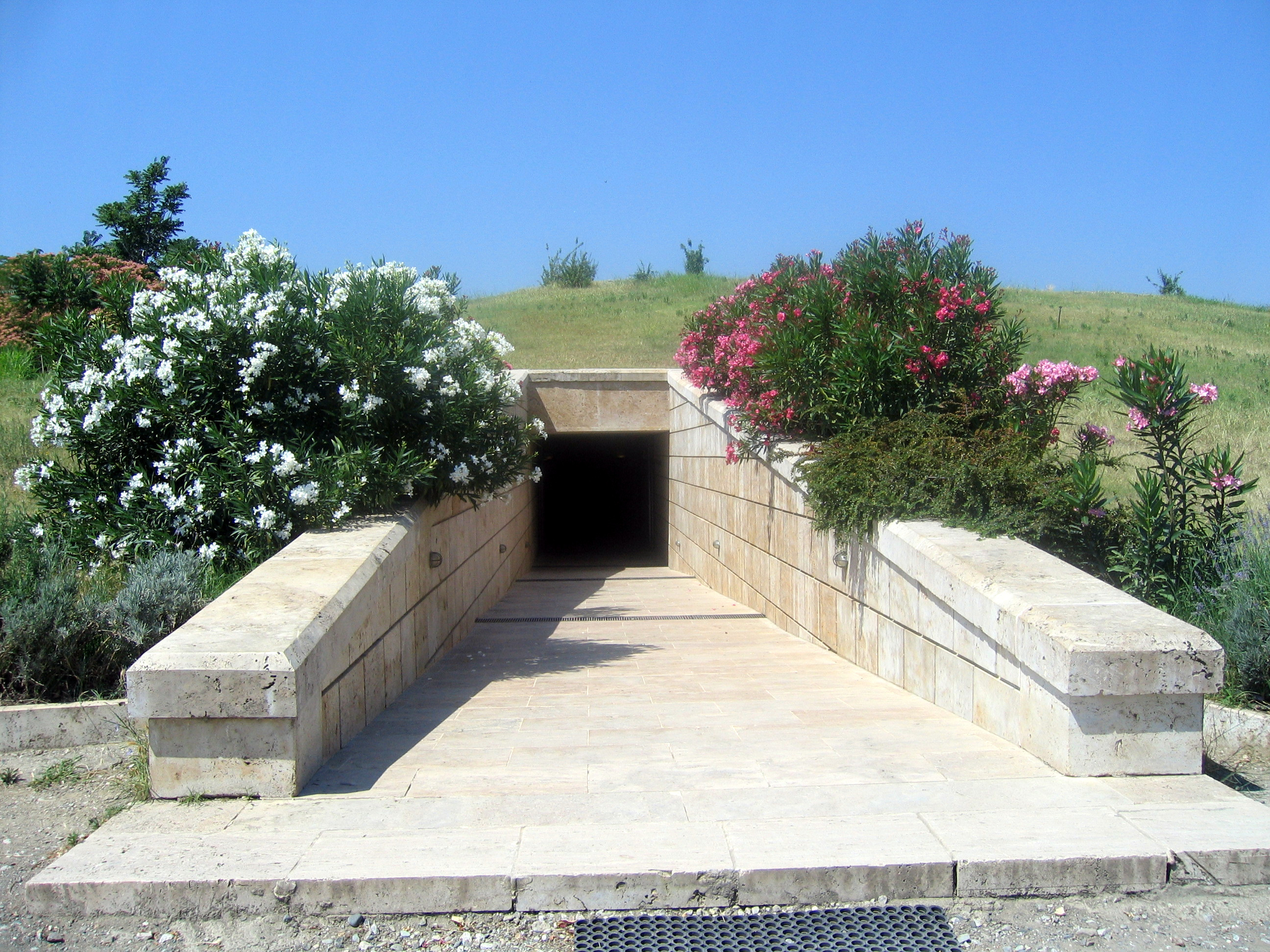
La entrada al «Gran Túmulo», Museo de las Tumbas Reales de Egas.

Al norte de la muralla, en un área situada entre Vergina y Palatitsia, se halla una amplia necrópolis que fue utilizada desde la Edad del Hierro, a principios del primer milenio a. C. La mayoría de los enterramientos de esta zona pertenecen a las épocas tempranas anteriores al periodo clásico aunque unos pocos de los hallados en este lugar pertenecieron a periodos posteriores.
En la parte noroeste de la muralla están un grupo importante de tumbas de los periodos arcaico y clásico, donde se han encontrado ajuares funerarios entre los que se incluyen piezas de cerámica de diversas procedencias, utensilios de metal, juguetes, estatuillas religiosas de arcilla y joyas que dan testimonio de la prosperidad de la ciudad y de sus intercambios comerciales son el sur de Grecia. Por toda la necrópolis se encuentran dispersas tumbas del periodo helenístico, algunas de las cuales reutilizan otras tumbas mucho más antiguas.
Las tumbas más significativas de Vergina son las tumbas reales del siglo IV a. C. encontradas en el Gran Túmulo cuya excavación y descubrimiento llevó a cabo el arqueólogo griego Manolis Andrónicos en los años 1977 y 1978. En este lugar primero fueron excavadas dos tumbas que estaban cubiertas por el gran montículo artificial. La primera, conocida como Tumba I o Tumba de Perséfone tenía una pequeña estructura rectangular; tres de sus paredes estaban cubiertas por pinturas que representan el rapto de Perséfone por Plutón. Se trata de una tumba en cista que había sido saqueada en la Antigüedad pero contenía los restos de un hombre, una mujer y un niño.

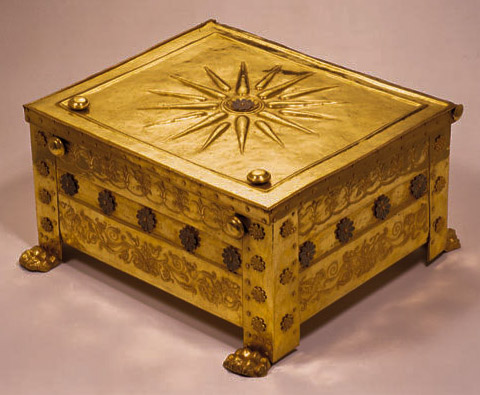
Sarcófago encontrado en la tumba II.

La Tumba II, de bóveda de cañón, se encontró al noroeste de la tumba descrita anteriormente. Estaba intacta, con todo el ajuar funerario y muchos otros objetos, además de los propios enterramientos. En la actualidad esta tumba se considera como el mayor tesoro de la antigüedad después de la de Tutankamon y la del Señor de Sipán. Todos los objetos del ajuar funerario se hallan en el sitio original de la tumba, convertido en el Museo de las Tumbas Reales de Vergina, a unos 80 km de Tesalónica.
Los arqueólogos y los historiadores pensaron enseguida que se trataba de la tumba de Filipo II de Macedonia y su esposa Cleopatra, aunque posteriormente otros estudiosos apuntaron la posibilidad de que en realidad se tratase de la tumba de Filipo III Arrideo y su esposa Eurídice. También existe otra corriente minoritaria de historiadores y arqueólogos griegos que defiende que se trata de la tumba del rey Lisímacos de Tracia.

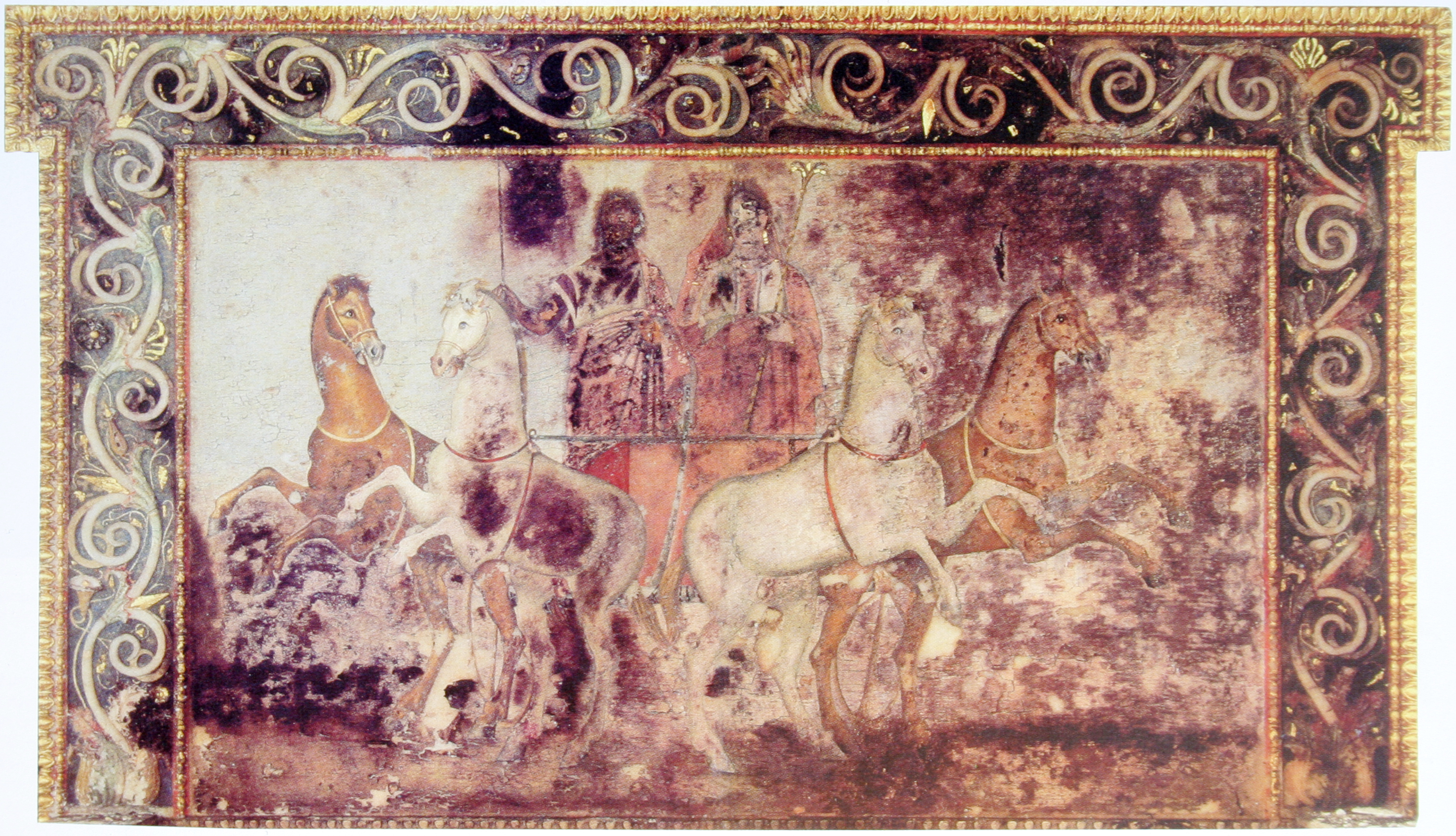
Pintura hallada en la Tumba de Eurídice, que representa el rapto de Perséfone por Hades.

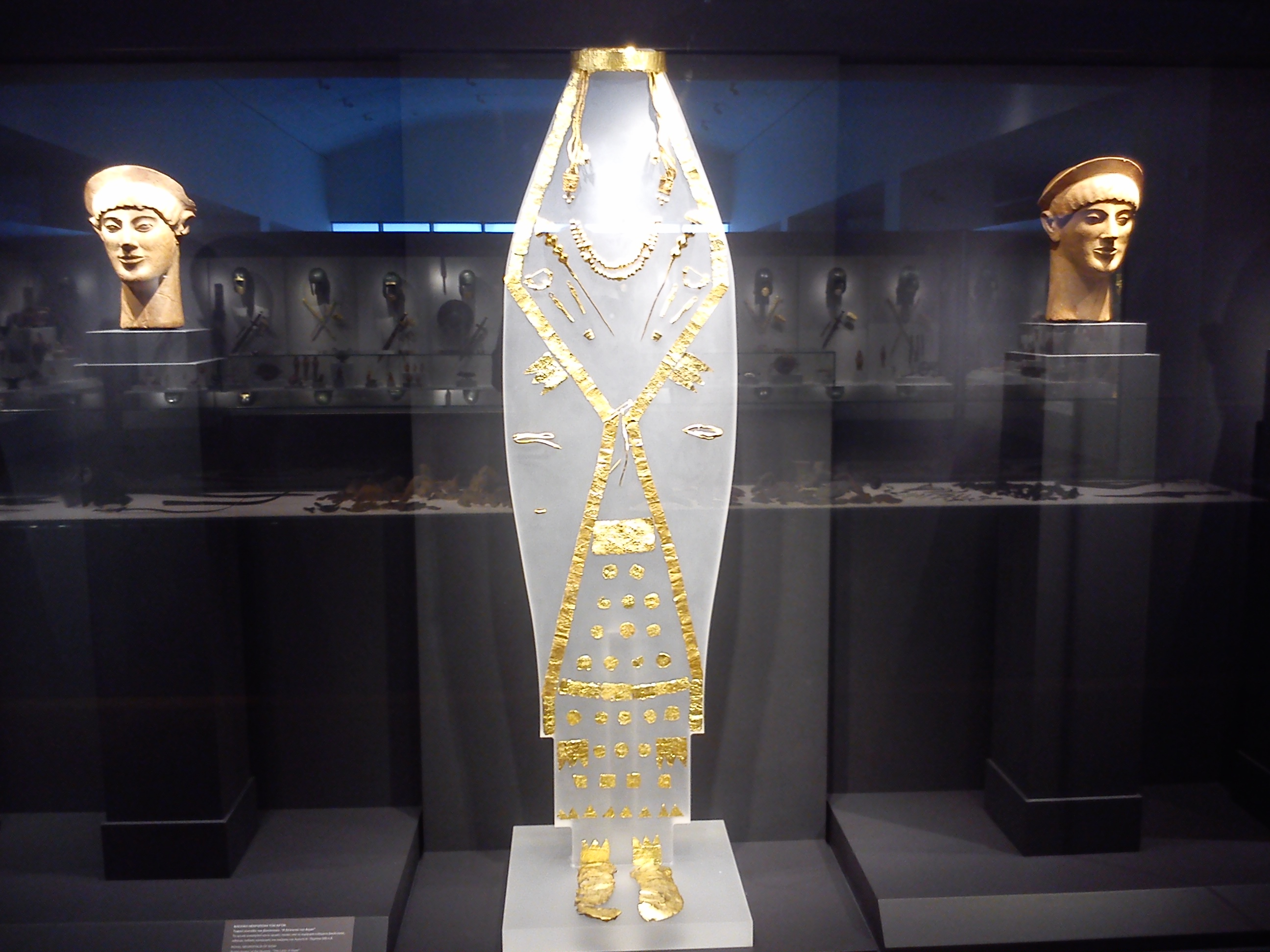
Adornos de oro de la «Dama de Egas». Museo de las tumbas reales de Egas.

En las excavaciones de 1978 se descubrió otra tumba, conocida como Tumba III o Tumba del príncipe igualmente intacta y con bóveda de cañón. Estaba situada al noroeste de la tumba II. Se supone que perteneció a un príncipe de Macedonia. Tenía un ajuar funerario compuesto por vasos de plata y bronce, una urna funeraria de plata y dentro una corona de oro adornada con hojas de roble y bellotas con relieves de marfil y oro. También había un canapé de madera bastante descompuesto y la armadura del difunto.
Otras tumbas de gran valor artístico encontradas en Vergina son la llamada Tumba de Eurídice, descubierta en 1987, que se atribuye a la madre de Filipo II, donde se encuentra un trono con una pintura en el respaldo del mismo que representa el rapto de Perséfone y la Tumba Rhomaios, llamada así por su descubridor, Konstantinos Rhomaios, que contaba con dos cámaras, un trono y su fecha aproximada es el año 300 a. C. Ambas tumbas presentaban signos de haber sido saqueadas.
La tumba de Eurídice pertenece a un grupo de tumbas más amplio entre las que se encontró una que no había sido saqueada, de principios del siglo V a. C. que contenía el cuerpo de una mujer que se conoce como la «Dama de Egas» con un rico ajuar funerario compuesto por abundantes ornamentos de oro. Se ha sugerido que podría ser la esposa de Amintas I. A su lado se encuentra otra tumba algo posterior donde se encontraron numerosas figurillas de terracota que podría haber pertenecido a una de las esposas de Alejandro I de Macedonia.
También, en 1981-2, cerca de la Tumba Heuzey fue excavada la conocida como Tumba Bella, que se ha fechado en el siglo III a. C. Se trata de un túmulo que en realidad  contiene tres tumbas macedónicas que habían sido saqueadas y una tumba en cista que no había sufrido saqueo donde se encontró una corona de oro entre el ajuar funerario. En las tumbas I y II de este túmulo se han conservado pinturas. La tumba I contiene un trono de mármol.

### Palacios reales
Se trata de dos edificios palaciegos. El mayor de ellos era de una superficie en la planta baja de unos 9250 m², contaba con dos plantas en la mayor parte de la estructura, y tenía un gran patio central flanqueado por dieciséis columnas dóricas en cada lado en torno al cual se articulaban las diversas estancias. Algunas de las salas tenían suelos decorados con mosaicos. Tenía también un sistema de abastecimiento de agua. En principio se creía que había sido levantado por Antígono Gónatas (278-240 a. C.) para residencia veraniega de la familia real, pero posteriormente fue datado por Manolis Andrónicos en la segunda mitad del siglo IV a. C.
Al oeste se encontraba un palacio de menores dimensiones. Una inscripción prueba que este edificio fue utilizado al menos hasta el reinado de Perseo de Macedonia. No está claro, sin embargo, si este segundo palacio fue añadido al primero con posterioridad o si, en cambio, se trata de un edificio más antiguo que fue conservado por formar parte de la tradición del pasado.

### Otros restos arqueológicos
Parte de las murallas pertenecientes al periodo helenístico fueron excavadas desde el siglo XIX. Su anchura llega a alcanzar en algunos sectores 2,80 m y estaban reforzadas por diversas torres.
El teatro fue descubierto en 1982 a pocos metros del gran palacio. Las características similares de ambos edificios hacen suponer que pertenecieron a un mismo proyecto constructivo.
Al norte del palacio están las ruinas del ágora y santuario de Euclea, con restos de los periodos clásico y helenístico, donde fue hallada una estatua monumental ofrendada por Eurídice I de Macedonia a esta divinidad. En el año 2008 fue hallada en este lugar una tumba donde había un recipiente de bronce que contenía en su interior otro más pequeño de oro y una corona de oro con forma de hojas de roble en su interior, sobre unos restos óseos, lo que hace suponer que se trataba de una tumba de alguien perteneciente a la realeza, que quizá fuera Heracles de Macedonia, hijo de Alejandro Magno y Barsine.
Un santuario a la madre de los dioses (Cibeles) con forma de cuadrilátero fue hallado en 1990. Pertenece al periodo helenístico, aunque se edificó sobre un templo más antiguo. Fue destruido por el fuego a mediados del siglo II a. C.
En 1980, en la parte sureste de la ciudad, se hallaron los restos de una gran casa del periodo helenístico con numerosas salas que fue construida sobre una terraza natural y destruida en época romana. No está clara la función que desempeñaba este edificio.
También se han realizado excavaciones desde 1982 en la acrópolis, situada en una colina al sur del palacio, donde se establecieron talleres artesanales.
Además, cerca del santuario de la madre de los dioses se ha hallado los restos de edificios que pertenecen a la fase tardía de la ciudad de Egas, entre el siglo I a. C. y el siglo I d. C. así como numerosos objetos pertenecientes a este periodo.